# Bathyaulax angolensis
Bathyaulax angolensis (лат.) — вид паразитических наездников рода Bathyaulax из семейства Braconidae. Назван по месту обнаружения (Ангола).

## Распространение
Встречается в Африке (Ангола).

## Описание
Бракониды среднего размера, длина тела около 1 см (тело 10 мм, переднее крыло 8 мм). Усики тонкие, нитевидные (из 76 флагелломеров). От близких родов отличается следующими признаками: первый тергит со срединной продольной бороздкой; 3-й тергит приподнят посредине, гладкий; 4-й тергит морщинистый. Основная окраска оранжево-коричневая, кроме чёрных усиков, лица, вершин мандибул и яйцеклада. Предположительно, как и близкие виды, паразитоиды личинок древесных жуков. Вид был впервые описан в 1941 году, а его валидный статус подтверждён входе ревизии, проведённой 2007 году энтомологами Austin Kaartinen (University of Helsinki, Финляндия) и Donald Quicke (Chulalongkorn University, Бангкок, Таиланд).